# Андорне
Андорне́ (фр. Andornay) — коммуна во Франции, находится в регионе Франш-Конте. Департамент — Верхняя Сона. Входит в состав кантона Люр-Сюд. Округ коммуны — Люр.
Код INSEE коммуны — 70021.

## География
Коммуна расположена приблизительно в 350 км к юго-востоку от Парижа, в 65 км северо-восточнее Безансона, в 34 км к востоку от Везуля.

## Население
Население коммуны на 2010 год составляло 205 человек.
| 1962 | 1968 | 1975 | 1982 | 1990 | 1999 | 2010 |
| ---- | ---- | ---- | ---- | ---- | ---- | ---- |
| 105  | 110  | 91   | 110  | 103  | 148  | 205  |

## Администрация
| Период | Период | Фамилия     | Партия | Примечания |
| ------ | ------ | ----------- | ------ | ---------- |
| 2001   | 2008   | Анри Бернар |        |            |
| 2008   | 2014   | Дени Леду   |        |            |

## Экономика
В 2010 году среди 131 человек трудоспособного возраста (15—64 лет) 108 были экономически активными, 23 — неактивными (показатель активности — 82,4 %, в 1999 году было 72,4 %). Из 108 активных жителей работали 92 человека (52 мужчины и 40 женщин), безработных было 16 (7 мужчин и 9 женщин). Среди 23 неактивных 7 человек были учениками или студентами, 11 — пенсионерами, 5 были неактивными по другим причинам.

## Фотогалерея

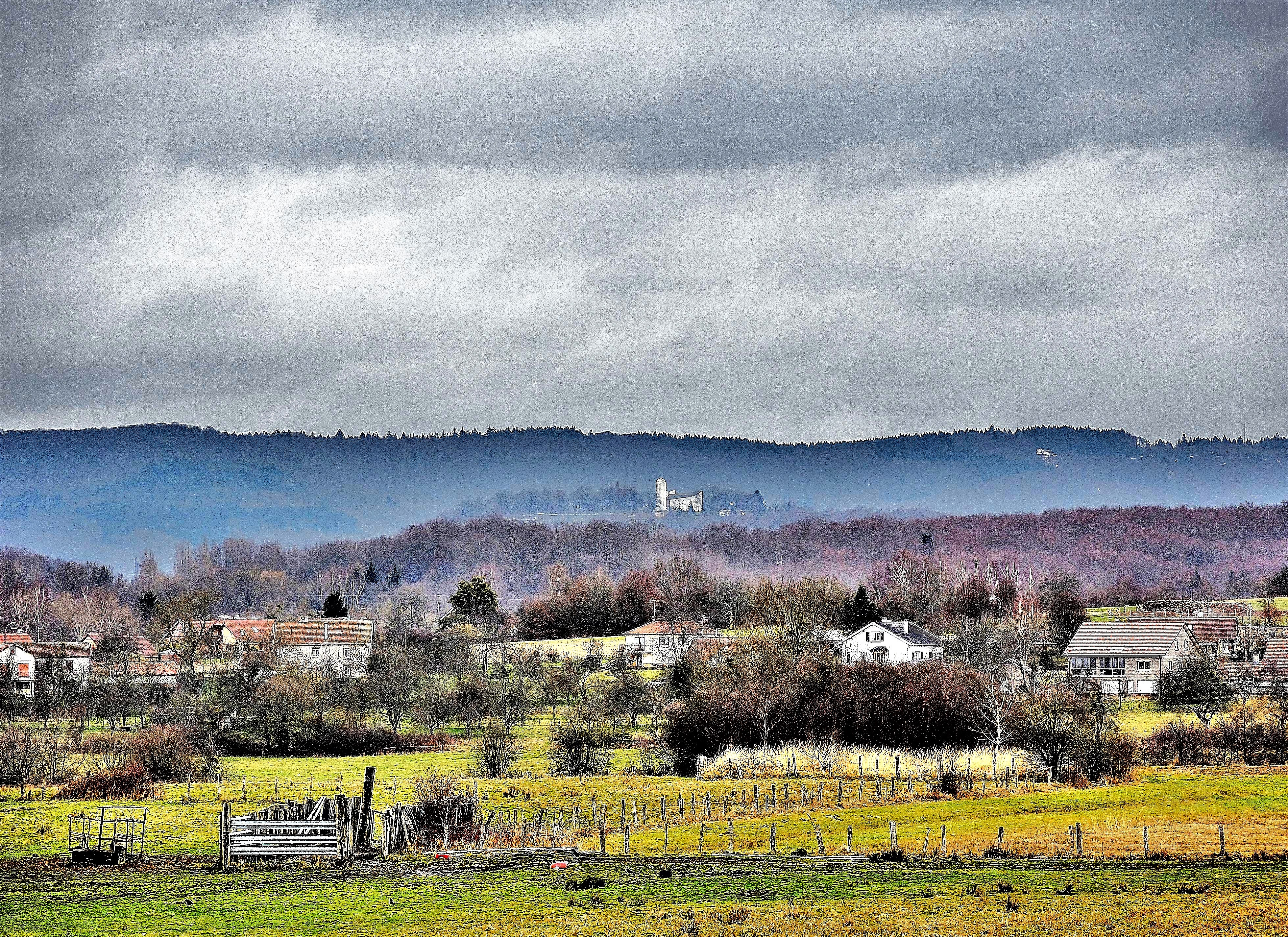
Панорама города
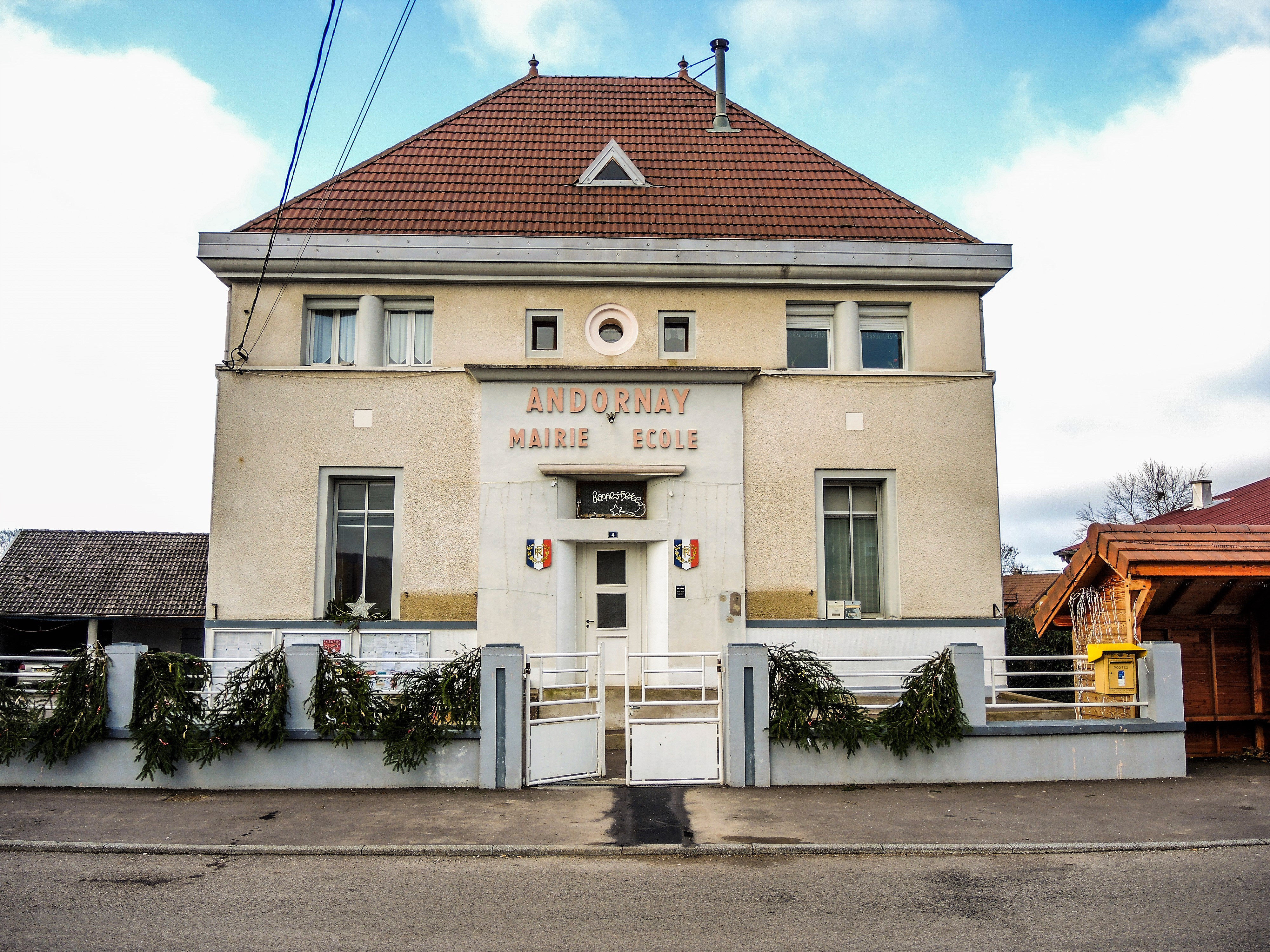
Мэрия
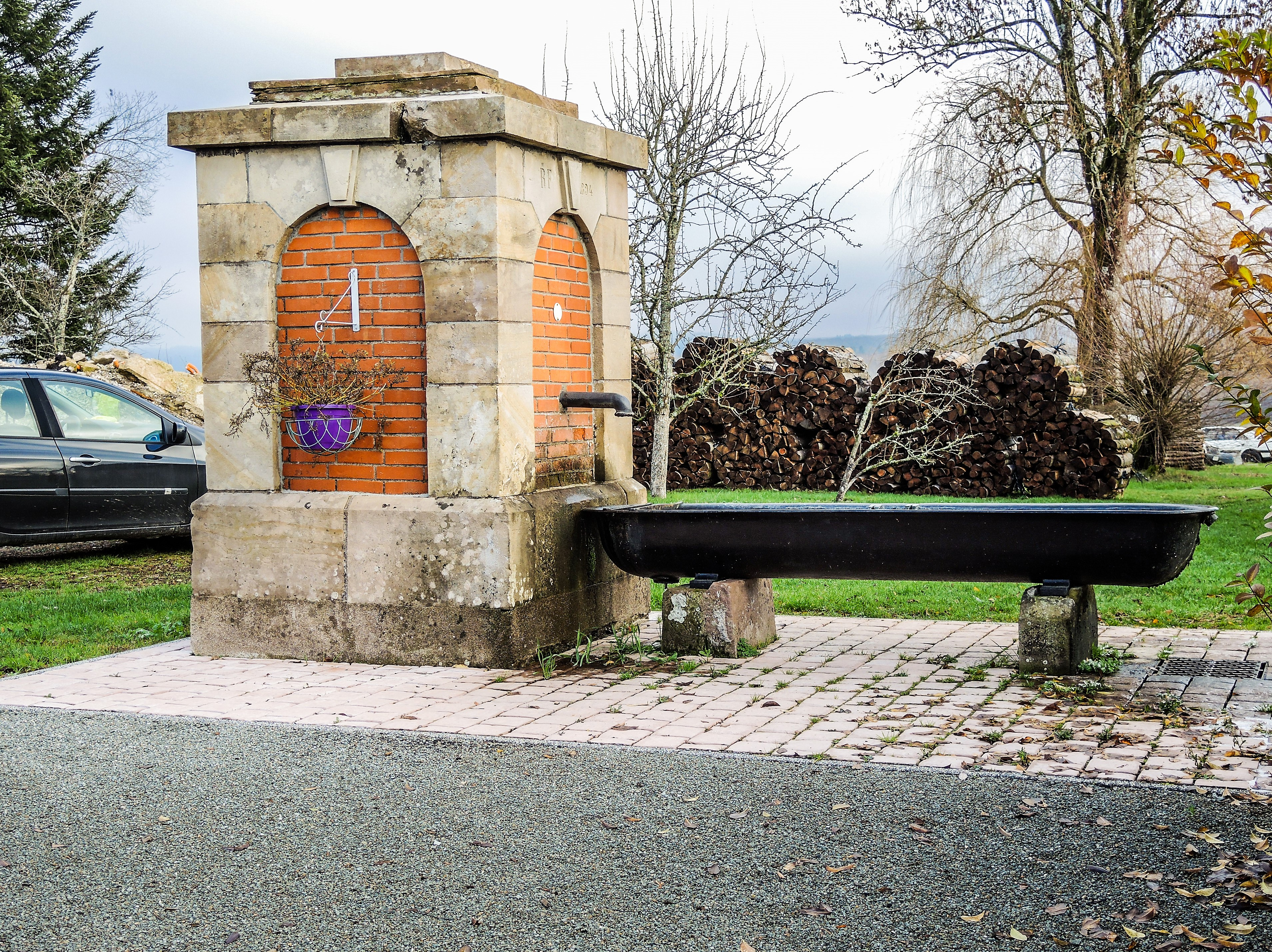
Фонтан
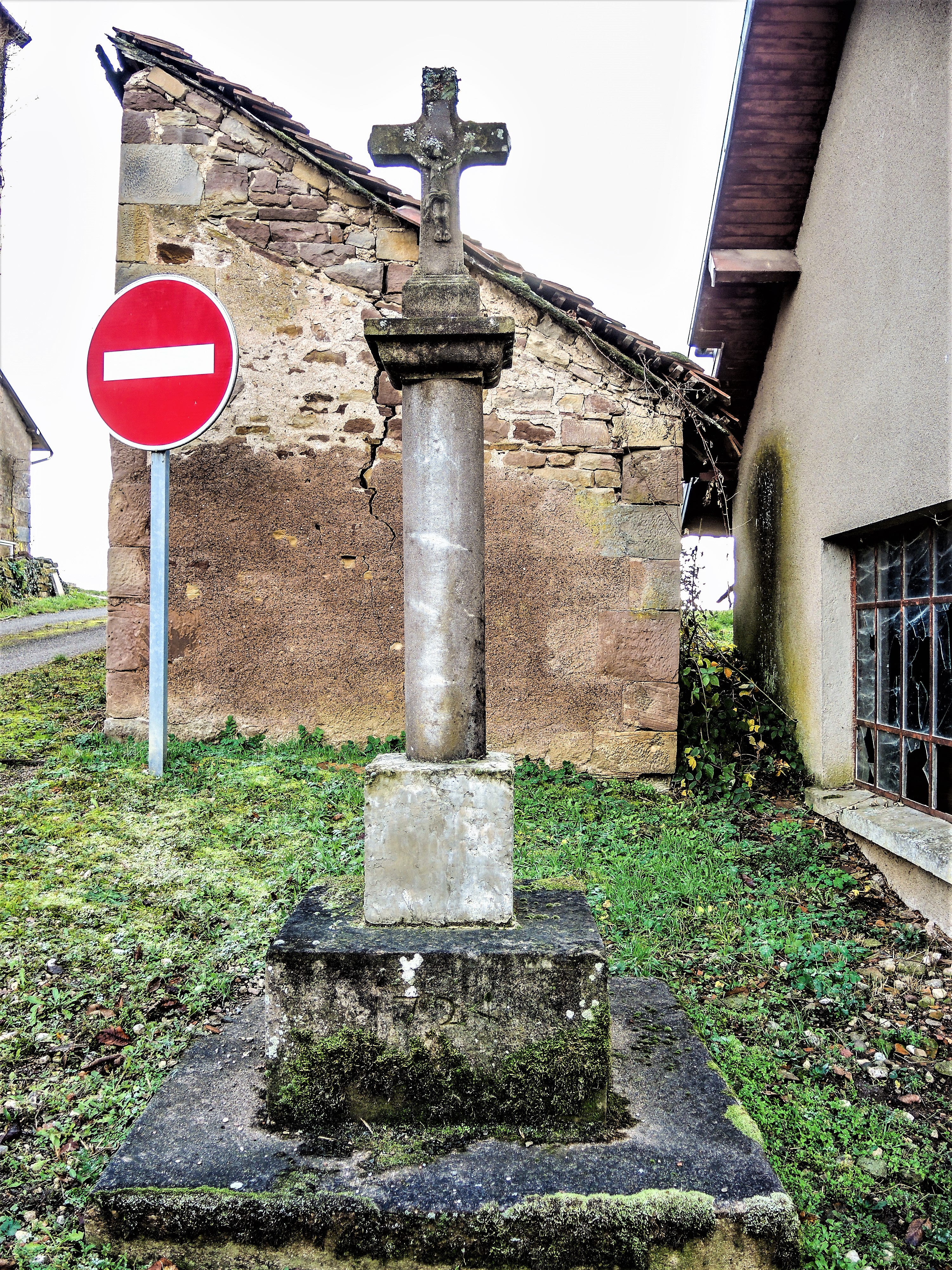
Путевой крест
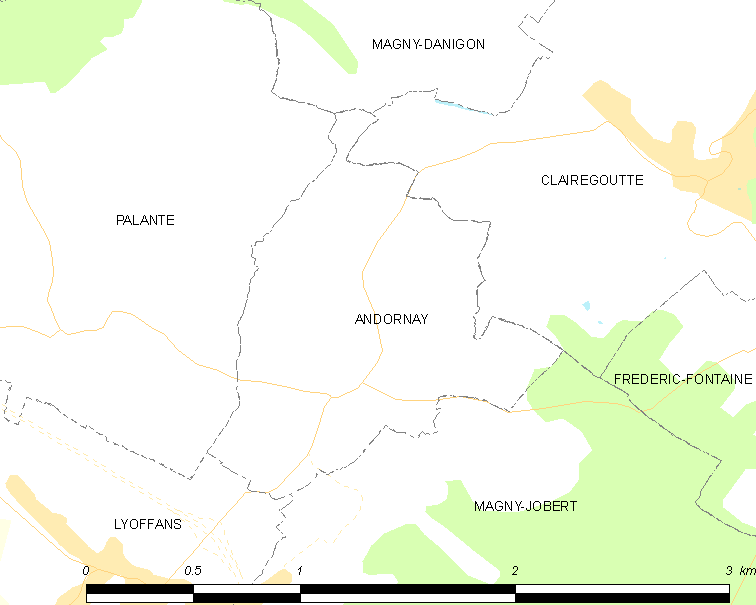
Карта коммуны